# Радан Кънев
Радан Миленов Кънев е български политик.

## Биография
Роден е на 30 септември 1975 година в София. Правнук на политика и юрист Никола Кънев (1855 – 1922) и внук на инженера Боян Кънев (1895 – 1968). Къневи са брациговска фамилия, изселила се в края на XVIII век от костурското село Омотско.
Радан Кънев завършва столичната френска гимназия и право в Юридическия факултет на Софийския университет „Св. Климент Охридски“. От 1994 до 1998 година е председател на Българския младежки червен кръст.
От 2002 до 2005 година работи като адвокат. От 2005 година е съдружник в адвокатска кантора.

## Политика
От 2007 година e член на партията Демократи за силна България. На 23 юни 2013 година е избран от Националното събрание на Демократи за силна България за председател до 2017 година, когато председател на партията става Атанас Атанасов.
В качеството си на председател на Демократи за силна България подписва учредителното споразумение за създаване на Реформаторския блок през декември 2013 година.

### XLIII народно събрание
Народен представител и съпредседател е на групата на Реформаторски блок в XLIII народно събрание, избран от Варна.
Заместник-председател е на Комисията по труда, социалната и демографската политика (27.11.2014 – 26.01.2017).
Член е на Комисията за борба с корупцията, конфликт на интереси и парламентарна етика (28.11.2014 – 26.01.2017)

През декември 2015 година сваля доверието си за управляващото мнозинство в Народното събрание, поради неспазени ангажименти от страна на ГЕРБ по правосъдната реформа, заявявайки:
“...държа на думата си, лично за себе си мога да кажа, че всички компромиси, които сме направили до момента, а те са огромни, и цялата подкрепа за едно доста съмнително по характера си управление, бяха в името на едно нещо, и то е на успешно прокарване на съдебната реформа във варианта на подписания от над 180 народни представители компромис. С момента, в който партията мандатоносител ГЕРБ се отметна от подписа си, забележете, не говоря за ДПС, говоря за партията ГЕРБ, се отметна от подписа си под този компромис, аз няма как да бъда в едно мнозинство с хора, които са ме излъгали.”

### Европейски парламент
Избран е за член на Европейския Парламент в резултат от изборите, проведени на 26 май 2019.
Член е на групата на Европейската Народна Партия (ЕНП) в Европейския Парламент.
Член е на Комисията по заетост и социални въпроси, Комисията по петиции и заместник-член на Комисията по околна среда, обществено здраве и безопасност на храните в ЕП.